# Ascogaster philippinensis
Ascogaster philippinensis är en stekelart som beskrevs av Baker 1926. Ascogaster philippinensis ingår i släktet Ascogaster och familjen bracksteklar. Inga underarter finns listade.